# Liste der Orden und Ehrenzeichen Schleswig-Holsteins
Diese Liste der Orden und Ehrenzeichen Schleswig-Holsteins umfasst aktuelle und historische Orden und Ehrenzeichen Schleswig-Holsteins.
- Verdienstorden des Landes Schleswig-Holstein
- Freiherr-vom-Stein-Medaille
- Rettungsmedaille (Schleswig-Holstein)
- Schleswig-Holsteinisches Feuerwehr-Ehrenkreuz
- Brandschutz-Ehrenzeichen (Schleswig-Holstein)
- Sturmflutmedaille
- Medaille für Arbeitsjubilare
- Ehrennadel des Landes Schleswig-Holstein
- Schleswig-Holstein-Medaille
- Flut-Ehrenzeichen 2002
- Flut-Ehrenzeichen 2013
- Flut-Ehrenzeichen 2023[1]

## Ehemalige Orden und Ehrenzeichen in Schleswig-Holstein

### HerzogtumHolstein-Gottorf
- Annenorden (1735)

### Herzogtum Holstein(als Teil desdänischen Gesamtstaats)
- Armee-Erinnerungskreuz 1848–1849 (1850)
- Erinnerungszeichen für Armee-Musiker an den Krieg 1848–1849 (1850)
- Erinnerungsmedaille an die Proklamation Herzog Friedrich VIII. (1864)

### HansestadtLübeck
- Kriegsdenkmünze der Hanseatischen Legion (1815)
- Gedenkmünze Bene Merenti
- Rettungsmedaille
- Ehrendenkmünze für Treue Dienste
- Hanseatenkreuz